# Therese Alshammar
Therese Alshammar (Estocolmo, 26 de agosto de 1977) es una nadadora sueca especialista en pruebas de velocidad.
Su primera gran competición fueron los Mundiales de Roma en 1994 donde fue 15.ª en los 100 m espalda. En los Juegos Olímpicos de Atlanta 1996, fue 16.ª en esta misma prueba.
Ganó sus primeras medallas internacionales en los Europeos de Sevilla en 1997, donde fue bronce en los 50 m libres y plata con el equipo sueco de relevos 4 × 100 m libres. 
A partir de este momento los 50 m libres serían su mejor especialidad, y es en esta prueba donde obtendría sus mejores resultados. Fue subcampeona de Europa en 1999 en esta distancia.
La competición más importante de su vida serían los Juegos Olímpicos de Sídney 2000, donde ganó las medallas de plata en 50 y 100 m libres, en ambas por detrás de la holandesa Inge de Bruijn, y el bronce con el equipo sueco de relevos 4 × 100 m libres
Después de Sídney siguió cosechando éxitos en las pruebas cortas en diferentes campeonatos. Ganó dos medallas de plata en los Mundiales de 2001 (50 m libre y 50 m mariposa), y fue campeona de 50 m libres en los Europeos de Berlín 2002.
En los Europeos de Madrid 2004 ganó el título de los 50 m libres por tercera vez consecutiva. Ese mismo año participó en los Juegos Olímpicos de Atenas, donde rozó el podio en esta prueba, quedando al final 4.ª
En los Mundiales de Montreal 2005 ganó la medalla de bronce en los 50 m mariposa, mientras que fue 4.ª en los 50 m libres
Por último en los Europeos de Budapest 2006 ha ganado el oro en 50 m mariposa, y la plata en 50 m libres tras la alemana Britta Steffen.
A lo largo de su carrera también ha obtenido grandes resultados en piscina corta, donde es una gran especialista, ganando varias medallas en mundiales y europeos, y batiendo varios récords mundiales. Su mayor éxito fue en los Mundiales de 2000 donde ganó cuatro medallas de oro, en 50 y 100 m libres (en ambas con récord del mundo), 4 × 100 m libres y 4 × 100 m estilos. 
Alshammar es una de las mejores velocistas europeas de la última década.
El 17 de marzo de 2009 fue desposeída del récord del mundo de los 50 metros mariposa, que logró durante los Campeonatos Australianos de natación que se disputaron en Sídney, al percibirse los árbitros de que llevaba dos bañadores.
En 2024 participó en el concurso de televisión de TV4 Masked Singer, bajo la máscara de Ángel Guardián.

## Resultados
| Año  | Competición          | Lugar               | Puesto | Marca                               |
| ---- | -------------------- | ------------------- | --- | ----------------------------------- |
| 1994 | Campeonato del Mundo | Roma, Italia        | 15.ª en 100 m espalda                                                                                           | 1:04,46                             |
| 1995 | Campeonato de Europa | Viena, Austria      | 4.ª en 100 m espalda                                                                                            | 1:03,12                             |
| 1996 | Juegos Olímpicos     | Atlanta, EE. UU.    | 16.ª en 100 m espalda                                                                                           | 1:04,15                             |
| 1997 | Campeonato de Europa | Sevilla, España     | 3.ª en 50 m libres 2.ª en 4 × 100 m libres                                                                      | 25,78 -                             |
| 1998 | Campeonato del Mundo | Perth, Australia    | 6.ª en 50 m libres 4.ª en 4 × 100 m libres 5.ª en 4 × 200 m libres                                              | 25,83 -                             |
| 1999 | Campeonato de Europa | Estambul, Turquía   | 2.ª en 50 m libres 4.ª en 100 m libres 2.ª en 4 × 100 m libres 1.ª en 4 × 100 m estilos                         | 25,30 55,79 -                       |
| 2000 | Campeonato de Europa | Helsinki, Finlandia | 1.ª en 50 m libres 1.ª en 100 m libres 1.ª en 4 × 100 m libres 1.ª en 4 × 100 m estilos 6.ª en 4 × 200 m libres | 24,44 54,41 3:42,38 4:06.00 8:15,09 |
| 2000 | Juegos Olímpicos     | Sídney, Australia   | 2.ª en 50 m libres 2.ª en 100 m libres 3.ª en 4 × 100 m libres                                                  | 24,51 54,33 3:40,30                 |
| 2001 | Campeonato del Mundo | Fukuoka, Japón      | 2.ª en 50 m libres 2.ª en 50 m mariposa 4.ª en 4 × 100 m libres                                                 | 24,88 26,18 3:41,18                 |
| 2002 | Campeonato de Europa | Berlín, Alemania    | 1.ª en 50 m libres 6.ª en 100 m libres 2.ª en 4 × 100 m libres 2.ª en 4 × 100 m estilos                         | 24,84 55,41 3:40,66 4:06,15         |
| 2003 | Campeonato del Mundo | Barcelona, España   | 11.ª en 50 m libres 27.ª en 100 m libres 6.ª en 4 × 100 m libres                                                | 25,46 56,68 3:41,36                 |
| 2004 | Campeonato de Europa | Madrid, España      | 1.ª en 50 m libres                                                                                              | 25,12                               |
| 2004 | Juegos Olímpicos     | Atenas, Grecia      | 4.ª en 50 m libres 7.ª en 4 × 100 m libres                                                                      | 24,93 3:41,22                       |
| 2005 | Campeonato del Mundo | Montreal, Canadá    | 4.ª en 50 m libres 3.ª en 50 m mariposa 7.ª en 4 × 100 m libres                                                 | 24,96 26,39 3:42,93                 |
| 2006 | Campeonato de Europa | Budapest, Hungría   | 2.ª en 50 m libres 1.ª en 50 m mariposa 4.ª en 4 × 100 m libres                                                 | 24,87 26,06 3:41,12                 |